# Несокрушимый Железный человек
«Несокрушимый Железный Человек» (англ. The Invincible Iron Man) — компьютерный анимационный научно-фантастический мультфильм 2007 года, созданный Marvel Studios по одноимённому комиксу Marvel. Мировая премьера состоялась 23 января 2007 года, издавался прямиком на видео. Рейтинг MPAA: некоторый материал может быть неподходящим для детей до 13 лет (PG-13)

## Сюжет
Искусствовед, специализирующийся по странам Востока, миллиардер Тони Старк вот уже несколько лет плодотворно работает над главным проектом своей жизни  — возрождением древнего китайского города, императором которого был великий Мандарин, оставшийся в истории, как самый жестокий правитель Китая. Древняя китайская легенда гласит, что непобедимый император, заключив договор с Силами Тьмы, получил от них бессмертие и могущество, но потом был повержен и предан забвению. И только через несколько тысяч лет Великий Император вновь обретёт свою силу, и в этот день люди в последний раз увидят солнечный свет.

## Основные персонажи
Железный человек / Тони Старк (озвучил Марк Уорден)
Учёный и совладелец компании по производству оружия. Ведёт разгульный образ жизни. Придумал себе доспехи из специального сплава (в некоторых версиях — множество вариантов силовой брони для разных целей), в которых совершает подвиги.
Боевая Машина / Джеймс Руперт Роудс (озвучил Родни Солсберри) — друг и помощник Старка 

Мандарин (озвучил Фред Таташор) 

Вирджиния «Пеппер» Поттс (озвучила Элиза Габриелли) 

Ли Мей (озвучила Гвендолин Ео) 

Говард Старк (озвучил Джон Маккук) — отец Тони Старка, глава фирмы 

Ван Чу (озвучил Джеймс Си) 

агент Дрейк (озвучил Джон Демита)

## Награды и номинации
| Номинации | Номинации                    | Номинации                            | Номинации                     |
| Год       | Премия                       | Категория                            | Номинант                      |
| --------- | ---------------------------- | ------------------------------------ | ----------------------------- |
| 2008      | C.A.S. Award                 | Лучшие звуковое сопровождение на DVD |                               |
| 2008      | Motion Picture Sound Editors | Лучший звуковой монтаж фильма на DVD | команда звукооператоры фильма |